# Big Fun
Big Fun, engelskt popband bildat 1989. Medlemmar är Jason John (Jason Herbert född 18 mars 1967 i Coventry, England), Phil Creswick (Philip Creswick född 12 oktober 1965 i Surrey, England) och Mark Gillespie (född 14 december 1966). Bandet samarbetade med musikproducenterna Stock Aitken Waterman.

## Diskografi
Album
- A Pocketful Of Dreams (1990)

Singlar
- Living for Your Love
- Blame it on the Boogie
- Can't Shake the Feeling
- Handful of Promises
- Hey There Lonely Girl (med Sonia Evans)
- Stomp

Video
- A Pocketful Of Dreams – The Video Hits